# Christian Alvart
Christian Alvart (Seeheim-Jugenheim, 28 maggio 1974) è un regista e sceneggiatore tedesco.

## Biografia
Christian Alvart nasce nei pressi di Francoforte, in Germania, crescendo sotto una rigida formazione cristiana, in cui non gli era permesso guardare film e la televisione. Proprio per questo inizia a sviluppare un interesse verso ciò che gli era proibito, fin da piccolo si appassiona al cinema, leggendo recensioni, romanzi e tutto ciò che ruotava attorno al mondo del cinema. 
Nel 1990, assieme ai suoi amici, inizia a realizzare brevi filmati in formato super 8, formando un gruppo di registi amatoriali. All'età di diciannove anni, Alvart lavora editore e designer di layout per la Filmmagazin X-TRO. Nel 1997 decide di realizzare dei film propri e si trasferisce a Berlino con la sua compagnia Syrreal Entertainment.
Nel 1998, scrive, dirige e produce il thriller a basso budget Curiosity & The Cat. Successivamente Alvart lavora come sceneggiatore per diverse produzioni televisive tedesche, tra cui un episodio della serie televisiva Wolff - Un poliziotto a Berlino.
Nel 2005 dirige il suo secondo lungometraggio, Antikörper, interpretato da Norman Reedus. Dopo che il film è stato presentato al Tribeca Film Festival, Alvart che stato nominato uno dei "cinque registi da tenere d'occhio" e "nuovo volto del cinema tedesco dall'American Film Institute.
Nel 2009 approda negli Stati Uniti e consecutivamente dirige due film in lingua inglese, l'horror con Renée Zellweger Case 39 e il fantascientifico Pandorum - L'universo parallelo con Dennis Quaid e Ben Foster, quest'ultimo basato su una storia scritta da lui.

## Filmografia

### Regista
- Curiosity & The Cat (1999)
- Antikörper (2005)
- Case 39 (2009)
- Pandorum - L'universo parallelo (Pandorum) (2009)
- 8:28 (8 Uhr 28) (2010)
- Wolff - Kampf im Revier – film TV (2012)
- Banklady (2013)
- La vendetta di Nick (Tatort: Kopfgeld) – film TV (2014)
- Halbe Brüder (2015)
- Tschiller: Off Duty (2016)
- Dogs of Berlin – serie TV (2018)
- Steig. Nicht. Aus! (2018)
- Abgeschnitten (2018)

### Sceneggiatore
- Curiosity & The Cat (1999)
- Antikörper (2005)
- Pandorum - L'universo parallelo (2009)